# Bloqueo sónico
El bloqueo sónico es un fenómeno que se produce en conductos donde la velocidad del fluido es igual o superior a la del sonido (1225,044 km/h), al llegar a esta velocidad el fluido alcanza un punto de flujo másico máximo que no se puede superar debido a un estrechamiento de la sección útil de paso del fluido generado por el propio gas. Pudiéndose expresar el caudal másico en función del número Mach y del índice de politropia, podemos determinar que independientemente del índice {\displaystyle \gamma } el caudal siempre se da cuando el número de Mach vale 1.
Este fenómeno puede darse en toberas convergente divergente, estrechamientos de sección, aperturas o tramos largos de conducto.